# Almudena Hernando
Almudena Hernando (1959) é uma arqueóloga e professora universitária espanhola. É professora titular da Universidade Complutense de Madrid desde 1992 e centra suas investigações na etnoarqueologia, a teoria arqueológica, a arqueologia de género e a construção de identidades.